# Аутран, Пауло
Па́уло Аутра́н (порт. Paulo Autran; 7 сентября 1922, Рио-де-Жанейро — 12 октября 2007[…], Сан-Паулу) — бразильский актёр, прозванный на родине «Господином сцены». Из 85 лет своей жизни, 57 он посвятил служению Мельпомене.

## Биография
Пауло Аутран родился 7 сентября 1922 года в семье комиссара полиции в Рио-де-Жанейро. Когда ему было несколько месяцев отроду, семья переехала в Сан-Паулу. Его мать, Магдалена умерла в 1929 году. Под влиянием отца начал изучать юриспруденцию.

### Карьера
Окончив в 1945 году юридический факультет университета г. Сан-Паулу, уже в следующем году по приглашению подруги Аутран начал посещать любительские театральные курсы. Ему, с 8 лет сочинявшему стихи, пришлись по вкусу эти занятия. Впервые он вышел на сцену муниципального театра в 1947 году в постановке драмы «Опасный поворот» Дж. Б. Пристли. Первый профессиональный спектакль «Бог спал здесь, в доме» (1949), в котором его партнёршей стала Тония Карреро, его верная подруга на всю остальную жизнь, окончательно ознаменовал завершение его юридической карьеры. За роль в этом спектакле он получил свою первую премию как лучший актёр.
Когда начинающий журналист Пауло Франсис жёстко раскритиковал игру Тонии Карреро в одной из своих статей, это вызвало гнев Аутрана, который при первой же встрече высказал журналисту всё, что о нём думает, и со всей силы плюнул ему в лицо. Впоследствии Пауло Франсис заявлял, что та критическая статья — единственное, о чём он сожалеет в своей жизни.
Театральная карьера Пауло Аутрана практически безупречна. По его скромному мнению, он «знал как следует выбирать пьесы, в которых играть». Среди множества его спектаклей выделяются следующие работы: «Отелло»(1956), «Моя прекрасная леди» (1962), «Свобода, свобода» (1965), «Царь Эдип» Софокла (1967), «Мещанин во дворянстве» (1968) и «Тартюф» (1985) Мольера, «Смерть коммивояжёра» Артура Миллера (1976), «Король Лир» Шекспира (1996), «Жизнь Галилея» Брехта (1989). Последней для него, 90-й по счёту театральной работой, стало участие в 2007 г. в пьесе Мольера «Скупой». В этом же году он удостоился чести переименования одного из театров Сан-Паулу в театр имени Пауло Аутрана. 
Помимо успешной театральной карьеры, Пауло Аутран принимал участие в качестве актёра в кинофильмах и телевизионных пргограммах. Среди них: «Земля в трансе» Глаубера Роши (1967), «Год, когда мои родители уехали в отпуск» Као Хамбургера (2006), «Прошлое» Эктора Бабенко (2007). За роль в фильме 1987 г. «Страна лейтенантов» он был удостоен одной из главных премий бразильского кинематографа как лучший актёр. 
 Пауло Аутран признался, что «не любил телевидение, он был человеком театра». Несмотря на эти его слова, он надолго останется в истории бразильского телевидения. В комедийном телесериале 1983 года «Война Полов» он впервые сыграл вместе с другой театральной знаменитостью — Фернандой Монтенегру. Сцена совместного завтрака их персонажей в стиле комедий Чаплина стала одной из наиболее повторяемых и эталонных комических сцен бразильского телевидения. Пауло Аутран соглашался работать на телевидении только в небольших ролях. Он согласился на роль падре Нельсона в телесериале 1998 г. «Неукротимая Хильда», только узнав, что съёмки продлятся три месяца. На самом же деле они растянулись на полгода, о чём «он глубоко жалел, несмотря на то, что говорили о восхитительном результате этой работы». Пауло Аутран не смотрел телевидение с 1995 года.

### Личная жизнь
Пауло Аутран сознавался только в двух «романтических увлечениях» — актрисами Тонией Карреро и Одети Лара. В 1999 году Аутран официально зарегистрировал брак с актрисой Карин Родригез. Они были знакомы тридцать лет. Уже состоя в браке, они продолжали жить в разных квартирах, хотя встречались каждый день.
Пауло Аутран скончался в Сирийско-Ливанском госпитале г. Сан-Паулу от рака лёгких. Несмотря на своё заболевание, он продолжал курить по 12—13 сигарет в день, признаваясь, что у него нет сил бросить эту привычку.

## Избранные роли
| - 1960 — Габриэла, корица и гвоздика — Тонику Бастос - 1979 — Отец-герой — Бруну Балдараччи - 1981 — Иммигранты — Паку Вальдез - 1983 — Война полов — Отавиу (Бимбу)/Домингиньюс - 1987 — Sassaricando — Апарисиу Варела - 1990 — Бразильянки и бразильцы - 1998 — Неукротимая Хильда (мини-сериал) — падре Нельсон - 2004 — Единственное сердце (мини-сериал) — Пауло Аутран - 1953 — Блоха на весах - 1954 — Запрещается целовать - 1967 — Земля в трансе - 1987 — Страна лейтенантов - 1988 — Огонь и страсть - 1999 — Тирадентес - 2006 — Машина - 2006 — Год, когда мои родители уехали в отпуск - 2007 — Прошлое | - 1947 — Опасный поворот, Дж. Б. Пристли - 1949 — Бог спал здесь, в доме,Гильерме Фигуейреду - 1950 — Дон Жуан, Гильерме Фигуейреду - 1951 — Шесть персонажей в поисках автора, Пиранделло - 1951 — Дама с камелиями, Александр Дюма-сын. - 1952 — Антигона, Софокл - 1955 — Глубокое синее море - 1956 — Отелло, Шекспир - 1962 — Моя прекрасная леди - 1965 — Свобода, свобода - 1967 — Царь Эдип, Софокл - 1968 — Мещанин во дворянстве,Мольер - 1970 — Макбет, Уильям Шекспир - 1973 — Кориолан, Уильям Шекспир - 1976 — Смерть коммивояжёра, Артур Миллер - 1983 — Английская любовница, Маргерит Дюрас - 1985 — Тартюф, Мольер - 1985 — Счастливой Пасхи, Жан Пуаре - 1988 — Строитель Сольнес, Генрик Ибсен - 1989 — Жизнь Галилея, Бертольт Брехт - 1994 — Буря, Уильям Шекспир - 1995 — Правила игры, Ноэл Кауард - 1996 — Король Лир, Уильям Шекспир - 1999 — Преступление доктора Альваренги, Мауро Раси - 2000 — Посещая мистера Грина, Джефф Бэйрон - 2006 — Скупой, Мольер |

## Премии
- 1980 — премия APCA trophy — лучший телеактёр (телесериал «Отец-герой»)
- 1984 — премия APCA trophy — лучший телеактёр (телесериал «Война полов»)
- 1987 — премия Candango — лучший актёр (фильм «Страна лейтенантов»)
- 2000 — премия APCA trophy — лучший актёр (спектакль «Посещая мистера Грина»)